# Mutante (Marvel Comics)
En los cómics publicados por la editorial estadounidense Marvel Comics, un mutante es un organismo (generalmente humano) que posee un rasgo genético llamado Gen-X, el cual le permite desarrollar naturalmente poderes y habilidades sobrehumanas. Los mutantes humanos son considerados como la subespecie Homo sapiens superior o simplemente Homo superior.  Los mutantes son la progenie evolutiva del Homo sapiens y generalmente se supone que son la siguiente etapa en la evolución humana. La exactitud de esto es tema de mucho debate en el Universo Marvel.
A diferencia de los mutados de Marvel, los cuales son personajes que han desarrollado sus poderes solo después de la exposición a estímulos o energías (como Hulk, Spider-Man, Los 4 Fantásticos, Hombre Absorbente y Capitana Marvel), los mutantes tienen mutaciones genéticas reales.
Al igual que los mutados, los poderes de la gran mayoría de los superhéroes humanos de Marvel son el resultado de la manipulación genética de los Celestiales millones de años atrás.

## Antecedentes
En la historia de marzo de 1952, "The Weird Woman", en Amazing Detective Cases #11, trata sobre una mujer describiéndose a sí misma como una mutante, la cual está buscando a un compañero igualmente sobrehumano.
Roger Carstairs, un mutante que puede crear ilusiones, aparece en Man Comics #28, publicada en septiembre de 1953.
Un personaje con poderes sobrehumanos, nacido de un padre expuesto a la radiación, fue visto en "The Man With The Atomic Brain!" de Journey into Mystery #52 en mayo de 1959; a pesar de que no es específicamente llamado "mutante", su origen es consistente con el de uno.
Una historia poco conocida en Tales of Suspense #6 (noviembre de 1959), titulada "The Mutants and Me!"  fue una de las primeras historias de Marvel (en ese entonces conocido como Atlas) en presentar a un personaje denominado como un "mutante".
Tad Carter, un mutante con poderes telequinéticos, se muestra en Amazing Adult Fantasy # 14, con fecha de julio de 1962.
El concepto moderno de mutantes como una subespecie independiente fue creado y utilizado por el editor / escritor de Marvel, Stan Lee, a principios de 1960, como un medio para crear un gran número de superhéroes y supervillanos, sin tener que pensar en un origen diferente para cada uno. Como parte del concepto, Lee decidió que estos adolescentes mutantes debían de, al igual que la gente ordinaria, asistir a la escuela con el fin de afrontar mejor al mundo, en este caso siendo la Escuela Xavier Para Jóvenes Talentos. Estos mutantes aparecieron por primera vez en el cómic X-Men, el cual debutó en 1963. Marvel introdujo más tarde varios equipos adicionales de superhéroes mutantes, incluyendo a los Nuevos Mutantes, X-Factor, Excalibur, X-Force, y Generación X.
Oficialmente, Namor es considerado el primer superhéroe mutante publicado por Marvel, debutando en 1939. Sin embargo, Namor no era realmente descrito como un mutante hasta décadas después de su primera aparición. Lo mismo es cierto para Toro, un héroe poco conocido introducido en 1940.

### Mutaciones Secundarias
Algunos mutantes han mostrado la habilidad de desarrollar una mutación secundaria. Vea Mutación Secundaria.

### Mutantes Nivel-Omega
Un Mutante Nivel-Omega posee uno de los potenciales genéticos más poderosos de sus habilidades mutantes. El término fue visto por primera vez en Uncanny X-Men #208 (1986), pero fue totalmente inexplicable (más allá de la obvia implicación de que corresponde a un nivel excepcional de poder). El término no se volvió a ver hasta la serie limitada de 2001, X-Men Forever. Algunas habilidades representadas por los mutantes de nivel-Omega incluyen la inmortalidad, la extrema manipulación de la materia y energía, alta capacidad psiónica, fuerte telequinesis, y el potencial que existe más allá de los límites del universo físico conocido. No existe una definición firme ofrecida en los cómics. Ejemplos de mutantes que han sido confirmados como nivel-Omega incluyen a Quicksilver, Jean Grey, Hyperstorm, Nate Grey, Franklin Richards, Magneto, Stryfe, Míster M, Exodus, Quentin Quire, Tormenta, Vulcan, Rachel Summers, Iceman, Proteus, Legión, Elixir y Psylocke.

### Homo Superior Superior
Introducido en el cómic de Chris Claremont, X-Treme X-Men, un personaje conocido como Vargas afirma que es la respuesta natural de la humanidad contra los mutantes. Vargas nació en el epítome de la máxima habilidad física, teniendo niveles sobrehumanos de fuerza, velocidad, reflejos, agilidad, resistencia y durabilidad. Vargas también parece ser inmune a varias habilidades mutantes (como la absorción de Rogue y los rayos telequinéticos de Psylocke).

### Externos
Creados por Rob Liefeld, los Externos son mutantes inmortales, cuyos poderes les han permitido existir por siglos. Finalmente, la mayoría de los Externos fueron asesinados por Selene. Gideon, Selene y Apocalipsis son ejemplos de Externos.

### Cheyarafim y Neyaphem
Los Cheyarafim y los Neyaphem aparecieron por primera vez en Uncanny X-Men #429. De acuerdo con el personaje Azazel, los Cheyarafim son un grupo de mutantes similares a ángeles, los cuales eran enemigos de los Neyaphem, un grupo de mutantes con aspecto de demonios que vivieron en tiempos bíblicos. Los Cheyarafim eran fanáticos que tenían una estricta visión absolutista de la moralidad, la cual les llevó a un conflicto con los Neyaphem. Esto degeneró una guerra santa, haciendo que los Neyaphem se exiliaran en una dimensión alternativa. Lo que les pasó a los Cheyarafim después de esto no ha sido revelado.
Se dice que el mutante Ángel es un descendiente de los Cheyarafim, mientras que Nightcrawler es supuestamente el hijo de un Neyaphem, Azazel.

### Protomutantes
Son un grupo temprano de mutantes con un Gen X bastante débil que existen antes de que los mutantes se expandieran por el planeta. En este grupo destaca Gabriel Shepherd.

### Especie Dominante/Lupinos
Maximus Lobo afirmó ser parte de una subespecie mutante de feroces mutantes con aspecto de lobos y licántropos, a los cuales describía como la Especie Dominante. Más tarde, él intentó reclutar a Wolf Cub en sus filas, pero sin éxito. Unos años más tarde, otro mutante, Rómulo, afirmó que algunos mutantes humanos evolucionaron de los caninos en lugar de los primates. Mutantes que formaban parte de este grupo eran Rómulo, Wolverine, Daken, Dientes de Sable, Wolfsbane, Wild Child, Thornn, Feral, y Sasquatch. Otros posibles candidatos eran X-23 y el Nativo. Estos grupos parecen ser uno y el mismo.

### Mutantes Artificiales/Pseudomutantes
Son mutantes que son creados a través de medios artificiales en vez de naturales, por lo que técnicamente no son mutantes reales, sino humanos con poderes mutantes que han sido manipulados genéticamente. Algunos pseudomutantes son Deadpool, Mr. Siniestro, los gemelos Quicksilver y Bruja Escarlata y Franklin Richards.

### Homo insectus
Son mutantes con habilidades similares a distintos tipos de artrópodos que poseen el llamado gen insecto. Esta categoría incluye a la Spider-Queen.

### Cambiantes
Introducidos en la segunda serie de X-Factor, un cambiante es un mutante cuyos poderes se manifestaron en su nacimiento, aunque esta categoría no incluye a mutantes que manifestaron sus poderes poco después de nacer o mientras estaban en el útero. Jamie Madrox (Hombre Múltiple) y Damian Tryp

### Mutantes Extraterrestres
Los humanos no son la única especie en tener subespecies mutantes. Ariel, Thanos, Longshot, Ultra Girl, y Warlock son ejemplos de mutantes extraterrestres.

### Quimeras
En las páginas de "House of X y Powers of X", las Quimeras son mutantes humanoides alterados genéticamente que se combinan a partir del ADN de mutantes pasados para que tengan combinaciones de su conjunto de poderes y también propaguen la población mutante. Las Quimeras de tercera generación tienen una tasa de fracaso del 10%, lo que las hace incapaces de ser guerreros. Las quimeras de cuarta generación tienen una mente colmena corrupta. Fueron más comunes en la novena vida de Moira MacTaggert, donde fueron creados en Breeding Pits de Mr. Siniestro en Marte. Ejemplos de estas quimeras son Cardinal (que tiene la plantilla genética de Francis Fanny, Nightcrawler y Rachel Summers), North (que tiene la plantilla genética de Emma Frost y Polaris) y Rasputin IV (que tiene la plantilla genética de Colossus, Kitty Pryde, Quentin Quire, Unus el Intocable y X-23).

## Otras versiones

### Tierra X
Dentro del universo Tierra X, se reveló que los poderes de la gran mayoría de los superhéroes humanos de Marvel fueron el resultado de la manipulación genética de los Celestiales hace millones de años.

### Ultimate Marvel
En el universo Ultimate Marvel dentro de las páginas de Ultimate Origins # 1, se revela que los "mutantes" superpoderosos fueron creados artificialmente mediante modificación genética por el programa Arma X en un laboratorio en Alberta, Canadá en octubre de 1943. El proyecto fue un intento de producir un supersoldado, inspirado en la existencia del Capitán América. James Howlett fue el primer individuo en ser modificado de esta manera. En algún momento posterior, posiblemente durante un enfrentamiento entre Magneto y sus padres, el desencadenante mutante se liberó al medio ambiente en todo el mundo, lo que provocó la aparición de mutantes en la población general. Después de los eventos de la historia de Ultimatum, se hizo pública la información sobre los orígenes de la mutabilidad y se tomaron medidas en los EE. UU. Para convertir en ilegal ser un mutante. Si bien la medida aparentemente tiene el apoyo de la mayoría entre la población no mutante, una minoría ha expresado su preocupación de que conducirá a la caza de brujas y al genocidio.

## En otros medios

### Universo cinematográfico de Fox
- Los mutantes son la raza protagonista de la saga X-Men, sus dos grandes organizaciones están en constante guerra, los X-Men y la Hermandad de Mutantes.

### Universo Cinematográfico de Marvel
- El actor del preso del gulag donde está prisionero el Guardián Rojo en la película Black Widow (2021), conocido como Ursa Major, dice que considera a su personaje un mutante, al igual que en los cómics.
- En Doctor Strange en el multiverso de la locura (2022), aparece el mutante Profesor X del universo alternativo clasificado por los Illuminati como 838, que a su vez es líder de los Illuminati, una organización parecida a los Vengadores, pero en vez de proteger la Tierra solamente, protegen todo el multiverso de amenazas peligrosas cómo puede ser el Doctor Strange.
- En la serie Ms. Marvel (2022), la protagonista Kamala Khan es un híbrido de mutante y Clandestino.
- En la serie de televisión She-Hulk: Attorney at Law (2022) presenta numerosas referencias implícitas y alusiones a mutantes de todo Marvel Comics. Un artículo del sitio web que insinúa que James "Logan" Howlett / Wolverine está activo en la MCU es un huevo de Pascua en el episodio "Superhuman Law", donde se lo describe indirectamente en un artículo de noticias en línea sobre un hombre que "lucha con garras de metal" durante un pelea de bar. Además, la serie presenta apariciones secundarias de David Hollis / Mr. Immortal (David Pasquesi) y Alejandro Montoya / El Águila (Joseph Castillo-Midyett), quienes se identifican como mutantes en los cómics.
- En la película Black Panther: Wakanda Forever (2022), Namor conserva su experiencia en los cómics como mutante. En la película, su madre ingirió una planta mezclada con vibranium mientras estaba embarazada, lo que le otorgó habilidades que las personas que la consumieron no tenían debido a su mutación, incluidas orejas puntiagudas, tobillos alados, la capacidad de respirar aire y agua, longevidad extendida, y su característica habilidad para volar, a la que llama nadar en el cielo. Por sus habilidades, sus súbditos, llamados Talokanil, lo adoran no solo como un rey, sino como la encarnación de un dios.
- Kamala Khan regresa en The Marvels (2023). En la escena de mitad de créditos, una versión de Hank McCoy/Beast se encuentra con Monica Rambeau después de que ella ingresa a un portal a un universo paralelo. Kelsey Grammer retoma el papel de las películas X-Men de Fox.
- Deadpool & Wolverine (2024) integrarálas iteraciones de Wade Wilson / Deadpool y Wolverine de la serie de películas X-Men de 20th Century Fox en la continuidad del MCU, retomadas por Ryan Reynolds y Hugh Jackman respectivamente.